# Liste von Sakralbauten in Uetze
Die Liste von Sakralbauten in Uetze nennt Kirchengebäude und andere Sakralbauten in Uetze, Region Hannover, Niedersachsen.

## Liste
| Bild | Name                       | Ort           | Koordinaten                      | Konfession der Gemeinde            |
| ---- | -------------------------- | ------------- | -------------------------------- | ---------------------------------- |
|      | Kapelle                    | Altmerdingsen | 52° 27′ 38,5″ N, 10° 7′ 57,5″ O  | evangelisch-lutherisch (?)         |
|      | St. Urban                  | Dedenhausen   | 52° 25′ 56,2″ N, 10° 13′ 28,4″ O | evangelisch-lutherisch             |
|      | Erlöser-Kirche             | Dollbergen    | 52° 24′ 19″ N, 10° 11′ 6,1″ O    | evangelisch-lutherisch             |
|      | Kirche                     | Eltze         | 52° 27′ 19,7″ N, 10° 15′ 49″ O   | evangelisch-lutherisch             |
|      | St.-Petrus-Kirche          | Eltze         |                                  | römisch-katholisch, 1999 entwidmet |
|      | St.-Barbara-Kirche         | Hänigsen      | 52° 29′ 12,2″ N, 10° 5′ 20,7″ O  | römisch-katholisch, 2012 entwidmet |
|      | St.-Petri-Kirche           | Hänigsen      | 52° 28′ 59,3″ N, 10° 5′ 44,9″ O  | evangelisch-lutherisch             |
|      | Michaeliskirche            | Katensen      | 52° 26′ 6,9″ N, 10° 9′ 42,8″ O   | evangelisch-lutherisch             |
|      | St.-Nicolai-Kirche         | Obershagen    | 52° 29′ 51,6″ N, 10° 8′ 31″ O    | evangelisch-lutherisch             |
|      | Christus-Kirche            | Schwüblingsen | 52° 24′ 39″ N, 10° 8′ 14,6″ O    | evangelisch-lutherisch             |
|      | Johannes-der-Täufer-Kirche | Uetze         | 52° 27′ 53,5″ N, 10° 12′ 17,4″ O | evangelisch-lutherisch             |
|      | Kirche                     | Uetze         | 52° 27′ 58,2″ N, 10° 12′ 1,7″ O  | Siebenten-Tags-Adventisten         |
|      | St.-Matthias-Kirche        | Uetze         | 52° 27′ 41,4″ N, 10° 11′ 49,6″ O | römisch-katholisch                 |